# Basavana Bagevadi
Basavana Bagevadi é uma panchayat (vila) no distrito de Bijapur, no estado indiano de Karnataka.

## Demografia
Segundo o censo de 2001, Basavana Bagevadi tinha uma população de 28 582 habitantes. Os indivíduos do sexo masculino constituem 51% da população e os do sexo feminino 49%. Basavana Bagevadi tem uma taxa de literacia de 53%, inferior à média nacional de 59,5%; com 61% para o sexo masculino e 39% para o sexo feminino. 16% da população está abaixo dos 6 anos de idade.